# 강진화
강진화(康珍化, 1953년 6월 24일~)는 대한민국의 작사가이다.
시즈오카현 하마마쓰시에 재일 한국인으로 태어났다 와세다 대학 문학부를 졸업한 후 초창기에는 본명 대신 모리다 시루스(森田記)란 가명을 사용했다. 1979년, 하야시 데쓰지와 함께 작업을 시작한 이후 그와 수많은 곡을 공동 작업하였다. 1984년 일본 레코드 대상에서 다카하시 마리코의 〈분홍색 한숨〉(桃色吐息)으로 작사상을 수상하였고 이듬해인 1985년에서는 자신이 작사한 나카모리 아키나의 〈미 아모레〉가 영예의 대상을 수상했다. 또, 마츠바라 미키의 恋にお呼ばれ를 작곡했다.
이후 이와사키 히로미, 오카다 유키코 등이 부른 여러 노래를 작사하였으며, 2002년 보아의 〈VALENTI〉의 가사 또한 썼다.